# Camps del Bosc
Els Camps del Bosc és un paratge de camps de conreu del terme municipal de Sant Quirze Safaja, de la comarca del Moianès.
Estan situats al sud i sud-est de la masia del Bosc; la masia pertany al terme municipal de Castellcir, però aquests camps seus són en terme de Sant Quirze Safaja. Són a l'esquerra del torrent del Bosc, al nord-est de la Baga de Serratacó i al sud-est de la Baga del Bosc.